# Fnatic
Fnatic (znana również pod nazwami fnatic lub FNATIC) – europejska drużyna e-sportowa z siedzibą w Londynie. Organizacja została założona 23 lipca 2004 roku przez Samuela i Anne Mathews. W 2006 i 2009 Fnatic wygrało eSports Award w kategorii najlepszy zespół roku. Jest jedną z najbardziej utytułowanych drużyn europejskich w League of Legends i jest jedyną europejską drużyną, która wygrała Mistrzostwa Świata w League of Legends.

## Sekcje

### Counter-Strike

#### Zawodnicy
- Peter "casle" Ardenskjold (ławka)
- Freddy "KRIMZ” Johansson
- Dmytro "jambo" Semera
- Benjamin "blameF" Bremer
- Rodion "fear" Smyk
- Miks "Independent" Siliņš (trener)[4]

#### Wyniki
| Data                             | Miejsce            | Turniej                                                  | Nagroda            |                    |
| Counter-Strike 1.6               | Counter-Strike 1.6 | Counter-Strike 1.6                                       | Counter-Strike 1.6 | Counter-Strike 1.6 |
| -------------------------------- | ------------------ | -------------------------------------------------------- | ------------------ | ------------------ |
| marzec 2006                      | złoto              | ESL Counter-Strike Champions League Season 3             | 7 000 €            |                    |
| czerwiec 2006                    | srebro             | WSVG DreamHack 2006                                      | 7 500 $            |                    |
| lipiec 2006                      | brąz               | WSVG Intel Summer Championship 2006                      | 20 000 $           |                    |
| lipiec 2006                      | srebro             | Electronic Sports World Cup 2006                         | 36 000 $           |                    |
| sierpień 2006                    | srebro             | NGL One Season 1                                         | 10 000 €           |                    |
| grudzień 2006                    | złoto              | CPL Winter Championships 2006                            | 30 000 $           |                    |
| marzec 2007                      | brąz               | Extreme Masters Season I Finals                          | 10 000 €           |                    |
| kwiecień 2007                    | srebro             | NGL One Season 2                                         | 10 000 €           |                    |
| czerwiec 2007                    | złoto              | DreamHack Summer 2007                                    | 45.000 SEK         |                    |
| lipiec 2007                      | brąz               | Electronic Sports World Cup 2007                         | 12 000 $           |                    |
| sierpień 2007                    | złoto              | World e-Sports Games: e-Stars 2007                       | 25 000 $           |                    |
| sierpień 2007                    | złoto              | NGL One Season 3                                         | 20 000 $           |                    |
| październik 2007                 | złoto              | IEM Season II – Los Angeles                              | 25 000 $           |                    |
| luty 2008                        | złoto              | NGL ONE Season 4                                         | 20 000 $           |                    |
| marzec 2008                      | złoto              | WCG Samsung European Championship 2008                   | 12 500 €           |                    |
| maj 2008                         | srebro             | KODE5 Finals 2008                                        | 10 000 $           |                    |
| lipiec 2008                      | srebro             | ESWC 2008 Masters Paris                                  | 7 500 €            |                    |
| sierpień 2008                    | brąz               | Electronic Sports World Cup 2008                         | 14 000 $           |                    |
| październik 2008                 | złoto              | IEM Season III – Global Challenge: Montreal              | 25 000 $           |                    |
| marzec 2009                      | złoto              | IEM Season III – Global Finals                           | 50.000 $           |                    |
| maj 2009                         | złoto              | ESWC 2009 – Masters of Cheonan                           | 20 000 $           |                    |
| maj 2009                         | złoto              | KODE5 Finals 2009                                        | 25 000 $           |                    |
| październik 2009                 | srebro             | IEM Season IV – Global Challenge Chengdu                 | 7 500 $            |                    |
| październik 2009                 | złoto              | IEM Season IV – Global Challenge Dubai                   | 15 000 $           |                    |
| listopad 2009                    | srebro             | World Cyber Games 2009                                   | 17 000 $           |                    |
| grudzień 2009                    | złoto              | World e-Sports Masters 2009                              | 22 500 $           |                    |
| marzec 2010                      | srebro             | IEM Season IV – Global Finals                            | 20 000 $           |                    |
| maj 2010                         | złoto              | Arbalet Cup Europe 2010                                  | 15 000 $           |                    |
| sierpień 2010                    | złoto              | IEM Season V – Global Challenge Shanghai                 | 14.000 $           |                    |
| styczeń 2011                     | złoto              | IEM Season V – European Championship                     | 20.000 $           |                    |
| październik 2011                 | złoto              | IEM Season VI – Global Challenge Guangzhou               | 16.000 $           |                    |
| listopad 2011                    | złoto              | DreamHack Summer 2011                                    | 100 000 SEK        |                    |
| Counter-Strike: Global Offensive |                    |                                                          |                    |                    |
| listopad 2013                    | złoto              | DreamHack Winter 2013                                    | 100 000 $          |                    |
| marzec 2014                      | 5. – 8.            | EMS One Katowice                                         | 10 000 $           |                    |
| sierpień 2014                    | srebro             | ESL One Cologne 2014                                     | 50 000 $           |                    |
| sierpień 2014                    | złoto              | Star Ladder StarSeries Season X                          | 14 000 $           |                    |
| październik 2014                 | złoto              | Faceit League Season 2                                   | 20 000 $           |                    |
| październik 2014                 | złoto              | Electronic Sports World Cup 2014                         | 20 000 $           |                    |
| listopad 2014                    | złoto              | Fragbite Masters Season 3                                | 160 000 SEK        |                    |
| grudzień 2014                    | złoto              | ESEA Season 17                                           | 20 000 $           |                    |
| grudzień 2014                    | złoto              | Inferno Online Stockholm Pantamera Challenge             | 15 000 €           |                    |
| grudzień 2014                    | złoto              | King of Majors                                           | 13 000 $           |                    |
| marzec 2015                      | złoto              | ESL One Katowice 2015                                    | 100 000 $          |                    |
| kwiecień 2015                    | srebro             | ESEA Season 18                                           | 25 000 $           |                    |
| kwiecień 2015                    | srebro             | CCS Finals Season 1                                      | 20 000 $           |                    |
| maj 2015                         | złoto              | DreamHack Tours 2015                                     | 20 000 $           |                    |
| maj 2015                         | złoto              | Gfinity 2015 Spring Masters II                           | 25 000 $           |                    |
| czerwiec 2015                    | srebro             | Fragbite Masters Season 4                                | 125 000 SEK        |                    |
| czerwiec 2015                    | złoto              | DreamHack Summer 2015                                    | 20 000 $           |                    |
| czerwiec 2015                    | złoto              | ESL ESEA Pro League Season 1 EU Division                 | 18 000 $           |                    |
| lipiec 2015                      | złoto              | ESL ESEA Pro League Season 1 Finals                      | 100 000 $          |                    |
| sierpień 2015                    | złoto              | ESL One Cologne 2015                                     | 100 000 $          |                    |
| wrzesień 2015                    | złoto              | Fragbite Masters Champions Showdown                      | 80 000 SEK         |                    |
| wrzesień 2015                    | 3. – 4.            | ESL ESEA Pro League Dubai Invitational 2015              | 25 000 $           |                    |
| wrzesień 2015                    | srebro             | Gfinity Champion of Champions 2015                       | 30 000 $           |                    |
| listopad 2015                    | srebro             | ESL ESEA Europe Pro League Season 2                      | 16 500 $           |                    |
| listopad 2015                    | złoto              | Faceit 2015 Stage 3 Finals at DreamHack Open Winter 2015 | 100 000 $          |                    |
| grudzień 2015                    | złoto              | Fragbite Masters Season 5 Finals                         | 225 000 SEK        |                    |
| grudzień 2015                    | złoto              | ESL ESEA Pro League Season 2 Finals                      | 100 000 $          |                    |
| styczeń 2016                     | złoto              | StarLadder i-League StarSeries XIV Finals                | 90 000 $           |                    |
| luty 2016                        | złoto              | ESL Expo Barcelona CS:GO Invitational                    | 32 000 €           |                    |
| marzec 2016                      | złoto              | IEM Season X – World Championship                        | 104 000 $          |                    |
| maj 2016                         | 3. – 4.            | ESL Pro League Season 3 Finals                           | 44 000 $           |                    |
| czerwiec 2016                    | 3. – 4.            | ECS Season 1 Finals                                      | 80 000 $           |                    |
| lipiec 2016                      | srebro             | Eleague Season 1                                         | 140 000 $          |                    |
| lipiec 2016                      | 3. – 4.            | ESL One Cologne 2016                                     | 70 000 $           |                    |
| styczeń 2017                     | 3. – 4.            | Eleague Major 2017                                       | 70 000 $           |                    |
| czerwiec 2017                    | srebro             | DreamHack Open Summer 2017                               | 20 000 $           |                    |
| grudzień 2017                    | 3. – 4.            | ESL Pro League Season 6 Finals                           | 60 000 $           |                    |
| grudzień 2017                    | 3. – 4.            | ECS Season 4 Finals                                      | 65 000 $           |                    |
| marzec 2018                      | złoto              | IEM Katowice 2018                                        | 250 000 $          |                    |
| marzec 2018                      | złoto              | WESG 2017 World Finals                                   | 800 000 $          |                    |
| kwiecień 2018                    | 3. – 4.            | DreamHack Masters Marseille 2018                         | 22 000 $           |                    |
| listopad 2018                    | 3. – 4.            | IEM Chicago 2018                                         | 20 000 $           |                    |
| styczeń 2019                     | 3. – 4.            | iBUYPOWER Masters 2019                                   | 17 000 $           |                    |
| kwiecień 2019                    | srebro             | StarSeries & i-League CS:GO Season 7                     | 80 000 $           |                    |
| maj 2019                         | srebro             | Intel Extreme Masters XIV – Sydney                       | 42 000 $           |                    |
| październik 2019                 | złoto              | DreamHack Masters Malmö 2019                             | 100 000 $          |                    |
| październik 2019                 | srebro             | StarSeries & i-League CS:GO Season 8                     | 80 000 $           |                    |
| grudzień 2019                    | srebro             | ESL Pro League Season 10 – Finals                        | 80 000 $           |                    |
| kwiecień 2020                    | złoto              | ESL Pro League Season 11: Europe                         | 110 000 $          |                    |
| kwiecień 2020                    | 6.                 | DreamHack Open Fall 2020                                 | 6 500 $            |                    |
| stgyczeń 2021                    | srebro             | cs_summit 7                                              | 50 000 $           |                    |
| luty 2021                        | 21. – 24.          | Intel Extreme Masters XV – World Championship            | 2 500 $            |                    |
| maj 2021                         | 13. – 16.          | Flashpoint Season 3                                      | 0 $                |                    |
| listopad 2021                    | złoto              | DreamHack Open November 2021                             | 50 000 $           |                    |
| listopad 2021                    | złoto              | REPUBLEAGUE Season 2                                     | 67 692 $           |                    |
| grudzień 2021                    | 7. – 8.            | Intel Extreme Masters XVI – Winter                       | $6,000             |                    |

### Dota 2

#### Zawodnicy
- Anucha „Jabz” Jirawong
- Djardel Jicko B. „DJ” Mampusti
- Armel Paul „Armel” Tabios
- Marc Polo Luis „Raven” Fausto
- Jaunuel „Jaunuel” Arcilla
- Lee „SunBhie” Jeong-jae (trener)[7]

#### Wyniki
| Data             | Miejsce   | Turniej                          | Nagroda    |
| ---------------- | --------- | -------------------------------- | ---------- |
| listopad 2011    | srebro    | DreamHack Winter 2011            | $3,600     |
| wrzesień 2012    | złoto     | DreamHack Valencia 2012          | $5,190     |
| listopad 2012    | 3. – 4.   | DreamHack Winter 2012            | $3,742     |
| grudzień 2012    | złoto     | Thor Open 2012                   | $15,074    |
| czerwiec 2013    | 9. – 16.  | DreamHack Summer 2013            | $0         |
| sierpień 2013    | 7. – 8.   | The International 2013           | $43,116    |
| listopad 2013    | srebro    | DreamLeague Kick-Off Season      | $15,000    |
| sierpień 2014    | 13. – 14. | The International 2014           | $21,848    |
| sierpień 2015    | 13. – 16. | The International 2015           | $55,289    |
| listopad 2015    | 13. – 16. | The Frankfurt Major 2015         | $30,000    |
| marzec 2016      | 5. – 6.   | The Shanghai Major 2016          | $202,500   |
| kwiecień 2016    | 3. – 4.   | ESL One Manila 2016              | $25,000    |
| czerwiec 2016    | 5. – 6.   | The Manila Major 2016            | $202,500   |
| sierpień 2016    | 4.        | The International 2016           | $1,453,932 |
| sierpień 2017    | 17. – 18. | The International 2017           | $61,720    |
| grudzień 2017    | srebro    | DOTA Summit 8                    | $60,000    |
| marzec 2018      | srebro    | DreamLeague Season 9             | $70,000    |
| maj 2018         | 4.        | ESL One Birmingham 2018          | $60,000    |
| sierpień 2018    | 13. – 16. | The International 2018           | $127,661   |
| styczeń 2019     | 5. – 6.   | The Chongqing Major              | $60,000    |
| marzec 2019      | brąz      | DreamLeague Season 11            | $100,000   |
| sierpień 2019    | 13. – 16. | The International 2019           | $514,951   |
| marzec 2020      | złoto     | DOTA Summit 12                   | $60,500    |
| czerwiec 2020    | złoto     | World E-sports Legendary League  | $36,706    |
| kwiecień 2021    | 9. – 12.  | ONE Esports Singapore Major 2021 | $0         |
| wrzesień 2021    | 5. – 6.   | OGA Dota PIT Invitational        | $13,800    |
| październik 2021 | 9. – 12.  | The International 2021           | $800,400   |

### FIFA

#### Zawodnicy
- Diogo „Diogo” Mendes
- Donovan „Tekkz” Hunt[9]

#### Wyniki
| Data          | Miejsce   | Turniej                                   | Nagroda | Gracz |
| ------------- | --------- | ----------------------------------------- | ------- | ----- |
| listopad 2019 | złoto     | FUT 20 Champions Cup Stage 1              | $50,000 | Tekkz |
| listopad 2019 | 5. – 8.   | FUT 20 Champions Cup Stage 2              | $7,500  | Tekkz |
| styczeń 2020  | 17. – 32. | FUT 20 Champions Cup Stage 3              | $1,000  | Tekkz |
| styczeń 2020  | 3. – 4.   | FUT 20 Champions Cup Stage 3              | $15,000 | Tekkz |
| luty 2020     | 3. – 4.   | FIFA eClub World Cup 2020                 | $10,000 | Tekkz |
| luty 2020     | 9. – 16.  | FUT 20 Champions Cup Stage 4              | $3,500  | Tekkz |
| luty 2020     | 3. – 4.   | FUT 20 Champions Cup Stage 4              | $15,000 | Tekkz |
| kwiecień 2020 | 9. – 16.  | Futhead TNF #28 – Europe                  | $0      | Tekkz |
| maj 2020      | 9. – 16.  | Futhead TNF #33 – Europe                  | $0      | Tekkz |
| maj 2020      | brąz      | Fnatic UK Masters – Xbox                  | $300    | Tekkz |
| czerwiec 2020 | 5. – 8.   | Futhead TNF #35 – Europe                  | $0      | Tekkz |
| lipiec 2020   | 17. – 24. | FIFA 20 Summer Cup Series EU              | $1,000  | Tekkz |
| sierpień 2020 | złoto     | eChampions League 2020 Invitational       | $35,000 | Tekkz |
| lipiec 2021   | 33. – 64. | FIFA 21 Global Series EU Xbox Playoffs    | $750    | Tekkz |
| listopad 2021 | 3. – 4.   | Blacki Cup #4                             | $116    | Diogo |
| listopad 2021 | 5. – 8.   | SAF UK Invitational                       | $0      | Tekkz |
| listopad 2021 | 9. – 16.  | Blacki Cup #11                            | $0      | Diogo |
| listopad 2021 | 17. – 32. | FIFA 22 Global Series EU West Qualifier 1 | $0      | Tekkz |
| grudzień 2021 | srebro    | Eligella Xmas Cup 2021                    | $7,873  | Tekkz |

### League of Legends

#### Fnatic
W marcu 2011 roku organizacja wykupiła skład niemieckiej drużyny MyRevenge: Tim „WetDreaM” Buysse, Enrique „xPeke” Cedeño Martínez, Manuel „LaMiaZeaLoT” Mildenberger, Maciej „Shushei” Ratuszniak, Lauri „Cyanide” Happonen, Peter „Mellisan” Meisrimel oraz Max „MagicFingers” Drysse, przybierając nazwę Fnatic.MSI. W maju WetDreaM zdecydował o odejściu z drużyny. Pozostali członkowie drużyny zakwalifikowali się w czerwcu na DreamHack w Jönköping, na Mistrzostwa Świata Sezonu 1 w League of Legends. W finale wygrali 2-1 z francuską drużyną against All authority, uzyskując tytuł Mistrzów Świata oraz nagrodę 50 tysięcy dolarów. Skład zajął także trzecie miejsce podczas IEM’u Sezonu VI w Kolonii, oraz pierwsze w Nowym Jorku.
Od 2012 używano przez pewien czas nazwy FnaticRC (FnaticRaidCall). W styczniu MagicFingers opuścił drużynę. Na wiosnę Fnatic zostało zaproszone do zawodej ligi Champions w Korei Południowej, gdzie doszli do ćwierćfinału. W maju Patrick „Pheilox” Walpuski zastąpił Mellisana, a miesiąc później Shusheia zastąpił Paul „sOAZ” Boyer. W czerwcu podczas DreamHack Summer 2012 Fnatic zajęło czwarte miejsce. Kontynuowano zmiany w składzie, m.in. Pheiloxa zastąpił Christoph „nRated” Seitz. Efektem ciągłych zmian był brak kwalifikacji na letnie zmagania w Korei oraz na Mistrzostwa Świata Sezonu 2. Po nieudanym sezonie drużynę opuścił LaMiaZeaLoT, a jego miejsce zajął Martin „Rekkles” Larsson. Drużyna wygrała Dreamhack Winter 2012, a także zajęli drugie miejsca na IGN Pro League oraz na IEM’ie Sezonu VII w Kolonii. Ze względu na zbyt młody wiek Rekkles musiał opuścić drużynę, a jego miejsce zajął Bora „YellOwStaR” Kim.
W styczniu 2013, na IEM’ie w Katowicach zajęli 3-4. miejsce. Po nim drużyna zwyciężyła kwalifikacje do pierwszego, wiosennego sezonu European League Championship Series (EU LCS) wygrywając w finale z polską formacją MeetYourMakers. Drużyna w składzie (sOAZ, Cyanide, xPeke, YellOwStar, nRated) zakończyła wiosenny sezon regularny na pierwszym miejscu z wynikiem 22-6, a następnie w finale fazy pucharowej pokonali 3-2 Gambit Gaming. W czwartym tygodniu letniego sezonu, YellOwStar przeniósł się na pozycję wspierającego w miejsce nRated’a, natomiast na pozycji strzelca obsadzono Johannesa „puszu” Uibosa. Sezon letni zakończyli na drugim miejscu po Lemondogs, natomiast w fazie pucharowej w finale pokonali ich 3-1, zyskując drugie mistrzostwo Europy z rzędu oraz kwalifikując się na Mistrzostwa Świata Sezonu 3 w Stanach Zjednoczonych. Doszli do półfinału, gdzie ulegli 1-3 chińskiemu Royal Club. W listopadzie puszu został zastąpiony przez Rekklesa, który ukończył wymagany wiek 17 lat, aby rozpocząć zmagania na scenie europejskiej. Skład nowym strzelcem zajął drugie miejsce na IEM’ie Sezonu VIII w Kolonii.
Rok 2014 drużyna rozpoczęła od zmagań w finałach IEM Sezonu VIII w Katowicach, gdzie zajęli drugie miejsce, przygrywając z koreańskim KT Rolster Bullets. Wiosenny sezon regularny zakończyli na drugim miejscu za SK Gaming, natomiast w fazie pucharowej wygrali z nimi 3-1, zapewniając sobie trzecie z rzędu zwycięstwo w EU LCS. Początek letniego sezonu był bardzo chaotyczny dla Fnatic, ostatecznie udało im się uplasować na drugim miejscu w sezonie regularnym. Fazę pucharową przeszli z ogromnymi trudnościami, niemal odpadając z półfinale na polskie ROCCAT. W finale przegrali 1-3 na szwedzkie Alliance, uzyskując jednak kwalifikacje do Mistrzostw Świata 2014. Tam również napotkali poważne problemy, nie wychodząc z grupy i kończąc turniej na 12-13. miejscu. Niezadowalające graczy wyniki spowodowały, że drużynę opuścili Rekkles, xPeke oraz Cyanide.
W styczniu 2015 sOAZ także opuścił drużynę, ta została całkowicie odbudowana: Heo „Huni” Seung-hoon, Kim „Reignover” Yeu-jin, Fabian „FEBIVEN” Diepstraten, Pierre „Steeelback” Medjaldi, oraz jako jedyny ze starego składu – YellOwStar. Zakończyli sezon regularny na drugim miejscu za SK Gaming, jednak w fazie pucharowej dwukrotnie wygrali pięciomapowe spotkania, najpierw w półfinale z H2k-Gaming, a następnie w finale z Unicorns Of Love. Oprócz czwartego zwycięstwa EU LCS dla organizacji i punktów mistrzowskich, uzyskali kwalifikację na Mid-Season Invitational (MSI) w Stanach Zjednoczonych, gdzie zajęli 3-4. miejsce, po przegranej w półfinale na SK Telecom T1. Na sezon letni do drużyny powrócił Rekkles, który zastąpił Steelbacka. Skład zajął pierwsze miejsce z perfekcyjnym wynikiem 18-0, a następnie w fazie pucharowej dopiero w finale przegrali dwie mapy w pięciomapowym finale z Origen. Oprócz piątego mistrzostwa Europy, uzyskali kwalifikację na Mistrzostwa Świata odbywające się w Europie. Odpadli po przegranej w półfinale na brukselskiej scenie z koreańskim KOO Tigers. W przedsezonie doszło do kolejnych transferów: Huni, Reignover, YellOwStaR opuścili drużynę, a ich miejsca zajęli Noh „Gamsu” Yeong-jin, Lee „Spirit” Da-yoon oraz Lewis „Noxiak” Simon Felix. W grudniu skład zajął 3-4. miejsce na IEM’ie w Kolonii.
W piątym tygodniu wiosennego sezonu EU LCS 2016. miejsce Noxiaka zajął Johan „Klaj” Olsson. Nowy skład zajął drugie miejsce na mistrzostwach świata IEM’u Sezonu X w Katowicach. Sezon regularny zakończyli na szóstym miejscu z wynikiem 9-9, w fazie pucharowej przegrali 1-3 z G2 Esports, a następnie wygrali mecz o trzecie miejsce wynikiem 3-2 z H2k-Gaming. W przerwie pomiędzy sezonami do drużyny powrócił YellOwStar, który zastąpił Klaja, a Gamsu został wymieniony na byłego górnego z G2 – Mateusza „Kikis” Szkudlarka oraz nowego rezerwowego Jorge „Werlyba” Casanovasa. W sezonie regularnym zajęli piąte miejsce, natomiast w fazie pucharowej odpadli w ćwierćfinale przegrywając 0-3 z H2k-Gaming. Zaistniała sytuacja przypominała rok 2014, ponownie większość zawodników opuściła drużynę: Kikis, Spirit, Febiven oraz YellOwStar.
Nowy skład na 2017 rok uformowano w następujący sposób: do drużyny powrócił sOAZ, na pozycji leśnika Maurice “Amazing” Stückenschneider, na środku Rasmus „Caps” Winther, Rekkles oraz Jesse “Jesiz” Le. W połowie wiosennego sezonu Amazinga zastąpił Mads „Broxah” Brock-Pedersen, w sezonie regularnym zajęli trzecie miejsce w grupie A, a w fazie pucharowej przegrali półfinał 1-3 z G2 Esports, a następnie wygrali mecz o trzecie miejsce z Misfits Gaming. Uzyskali także kwalifikacje na Mistrzostwa Świata w Chinach. W ćwierćfinale ulegli chińskiej formacji Royal Never Give Up, ostatecznie zajmując 5-8. miejsce. W grudniu Jesiz został zastąpiony przez Zdravetsa „Hylissang” Ilieva Galabova.
W wiosennym sezonie 2018 roku po stosunkowo dobrym początku, zdecydowano się na przyjęcie nowego rezerwowego górnego – Gabriëla „Bwipo” Rau. Sezon regularny zakończyli na pierwszym miejscu z wynikiem 14-4. W fazie pucharowej, ze względu na kontuzję sOAZ’a, rolę górnoliniowego zagrał Bwipo. W meczu półfinałowym pokonali 3-1 Team Vitality, a w meczu finałowym pokonali 3-0 G2 Esports. Oprócz szóstego mistrzostwa Europy, drużyna uzyskała kwalifikację na MSI, gdzie zajęli 3-4. miejsce. W sezonie letnim, tym razem Bwipo zastąpił Rekklesa, z powodu problemów przejściowo zmienionym stylem gry. Sezon letni zakończyli na pierwszym miejscu z wynikiem 13-5, a w fazie pucharowej w finale pokonali 3-1 drużynę FC Schalke 04 Esports. Oprócz siódmego tytułu mistrzów Europy, uzyskali kwalifikację na Mistrzostwa Świata w Korei Południowej. Mimo ogromnych nadziei europejskich fanów, Fnatic przegrało 0-3 w finale z chińską formacją Invictus Gaming. W listopadzie ogłoszono odejście z drużyny sOAZ’a którego miejsce na stałe zająć miał Bwipo oraz Capsa, którego miejsce zajął Tim „Nemesis” Lipovšek. 20 listopada 2018 roku, Fnatic ogłoszono jedną z dziesięciu drużyn partnerskich, nowego, franczyzowego formatu EU LCS, odtąd przemianowanego na League of Legends European Championship (LEC).
Wiosenny sezon LEC 2019 drużyna (Bwipo, Broxah, Nemesis, Rekkles, Hylissang) zajęła trzecie miejsce w sezonie regularnym, a w fazie pucharowej, w trzeciej rundzie niższej drabinki zostali pokonani 1-3 przez Origen. W sezonie letnim zajęli drugie miejsce w sezonie regularny, a w fazie pucharowej doszli do finału, gdzie zostali pokonani 0-3 w finale przez G2 Esports. Mimo to uzyskali kwalifikacje na Mistrzostwa Świata, odbywające się w Europie, gdzie przegrali w ćwierćfinale na tryumfatora turnieju, chińską drużynę FunPlus Phoenix. W listopadzie Broxah odszedł z drużyny, a jego miejsce zajął Oskar „Selfmade” Boderek.
Wiosenny sezon LEC 2020 drużyna wzbogacona o nowego leśnika zajęła drugie miejsce z wynikiem 13-5, w fazie pucharowej ponownie przegrali 0-3 w finale z G2 Esports. W sezonie letnim zajęli czwarte miejsce z wynikiem 9-9, a w fazie pucharowej po raz trzeci z rzędu przegrali 0-3 w finale z G2 Esports. Uzyskana kwalifikacja na Mistrzostwa Świata w Chinach, zakończyła się przegraną w ćwierćfinale 2-3 z chińską drużyną Top Esports, mimo że serię zaczęli wynikiem 2-0. Słabszy sezon ponownie spowodował głębokie zmiany w drużynie, na środkowej alei Nemesisa, zastąpił Yasin „Nisqy” Dinçer, a pozycję strzelca na korzyść Eliasa „Upset” Lippa, po pięciu latach opuścił Rekkles.
Wiosenny sezon LEC 2021 drużyna zajęła piąte miejsce z wynikiem 9-9, a w fazie pucharowej zajęli piąte miejsce poprzez porażkę w drugiej rundzie 0-3 z FC Schalke 04. W maju, w przerwie między sezonami, do drużyny na pozycję górnego dołączył Adam „Adam” Maanane, wobec czego Bwipo zmienił rolę z górnego na leśnika. Efektem zmiany roli, było odejście z drużyny Selfmade’a. W sezonie letnim zajęli piąte miejsce w sezonie regularnym, natomiast w fazie pucharowej wygrali wszystkie mecze niższej drabinki pokonując w pięciomapowych spotkaniach Team Vitality, Misftis Gaming, G2 Esports. W meczu zapewniającym miejsce w finale pokonali 3-0 drużynę Rogue. W finale spotkali się z MAD Lions, z którymi przegrali 1-3. Otrzymali awans na Mistrzostwa Świata 2021. W dzień rozegrania pierwszego meczu strzelec drużyny, z powodów rodzinnych opuścił drużynę, a jego miejsce zajął zawodnik akademii – Louis „BEAN” Schmitz. Ostatecznie w złej atmosferze wewnątrz drużyny, Fnatic opuściło Mistrzostwa na ostatnim miejscu w grupie D, zajmując 14-16. miejsce. W okresie transferowym drużynę opuścili Adam oraz Bwipo.
Wiosenny sezon 2022, drużyna Fnatic rozpoczęła w składzie: Martin „Wunder” Hansen, Iván „Razork” Díaz, Marek „Humanoid” Brázda, Elias „Upset” Lipp oraz Zdravets „Hylissang” Galabov. W sezonie regularnym zajęli drugie miejsce z wynikiem 13-5. W fazie pucharowej wygrali pierwszy mecz 3-1 z G2 Esports, spychając ich do dolnej drabinki. Następnie, mimo rozpoczęcia serii wynikiem 2-0, przegrali mecz o finał z Rogue wynikiem 2-3, w wyniku czego sami znaleźli się w drabince przegranych, gdzie zostali pokonani przez G2 wynikiem 0-3. W sezonie letnim, w ostatnim tygodniu wywalczyli miejsce piąte w tabeli, uzyskując kwalifikację do fazy pucharowej. Po wygranej z Excel, Misfits Gaming i Mad Lions, zostali ku zaskoczeniu fanów pokonani przez Rouge, zajmując ostatecznie trzecie miejsce i uzyskując kwalifikację do fazy wstępnej Mistrzostw Świata 2022 w Stanach Zjednoczonych. Przez kilka dni nie było wiadomo, czy zawodnicy z dolnej alei zagrają swoje mecze z powodu wykrytej u Upseta i Hylissanga infekcji wirusem COVID-19. Zajęli pierwsze miejsce w grupie A, awansując bezpośrednio do fazy grupowej, unikając walki w barażach. W grupie A zajęli trzecie miejsce z wynikiem 2-4, nie uzyskując kwalifikacji do ćwierćfinałów. 
Na sezon 2023 LEC Fnatic dokonało dwóch zmian w składzie, oraz kilku w sztabie trenerskim. Dolną linię opuścili Upset oraz Hylissang, których zastąpili Rúben „rhuckz” Barbosa oraz powracający do drużyny Rekkles. Natomiast trenera YamatoCannon'a zastąpił Crusher, a asystentem trenera został Hiiva. Zimowy sezon z wynikiem 2-7 drużyna zakończyła na dziewiątym miejscu bez awansu do fazy grupowej. W odpowiedzi na niezadowalające decyzje dokonano kolejnych zmian w drużynie: Wunder'a zastąpił Óscar Muñoz „Oscarinin” Jiménez, rhuckza zastąpił Henk „Advienne” Reijenga, a nowym trenerem został Nightshare, który zmienił Crusher'a. Po zmianach drużyna zajęła ósme miejsce w fazie grupowej sezonu wiosennego. Po ogłoszeniu przez strzelca drużyny zamiaru zmiany roli, podjęto decyzję o ponownych zmianach w składzie. Pozycję strzelca objął Oh „Noah” Hyeon-taek (오현택) z Zero Tenacity biorącej udział w rozgrywkach Ultraligi, natomiast na pozycji wspierającego Fnatic zdecydowało się na dokonanie zamiany ze składem KOI - na miejsce Advienna sprowadzono Adriana „Trymbiego” Trybusa. Wysokie trzecie miejsce zajęte w fazie pucharowej sezonu letniego pozwoliło drużynie na uzyskanie kwalifikacji do finałów sezonu 2023. W drugim spotkaniu niższej drabinki do drużyny tymczasowo wrócił Martin „Wunder” Hansen, który zastąpił Oscarinina na okres rekonwalestencji po operacji nadgarstka. W tymże spotkaniu Fnatic pokonało Team BDS wynikiem 3-2, zapewniając sobie miejsce w fazie głównej Mistrzostw Świata w Korei Południowej. Drużyna zakończyła zmagania w fazie z systemem szwajcarskim po przegranym spotkaniu na chińską drużynę Weibo Gaming.
W okresie transferowym za Trymbiego, do drużyny dołączył Yoon „Jun” Se-jun Cały sezon 2024 Fnatic rozegrało w tym samym składzie. Sezon zimowy Fnatic zakończyło na czwartym miejscu. Regularną część sezonu wiosennego Fnatic zakończyło na pierwszym miejscu, jednak w finale fazy pucharowej ulegli 1-3 G2 Esports. Ze względu na zasady dystrybucji miesjc na Mid-Season Invitational, Fnatic zakwalifikowało się do fazy wstępnej. Miejsce w fazie głównej zapewnili sobie po wygranej z wietnamską drużyną GAM Esports. Po przegranym spotkaniu z chińskim Top Esports, zakończonym wynikiem 0-3 spadli do dolnej drabinki, gdzie zostali wyeliminowani przez amerykańską drużynę Team Liquid po porażce 1-3. Jako finaliści wiosennego sezonu, Fnatic otrzymało zaproszenie na Esports World Cup 2024 do Arabii Saudyjskiej, gdzie podczas pierwszego spotkania ponownie zostali wyeliminowani przez Team Liquid po porażce 0-2. W sezonie letnim w finale zostali pokonani 0-3 przez G2 Esports. Zajęte drugie miejsce pozwoliło Fnatic na rozpoczęcie finałów sezonu w górnej drabince, gdzie po zwycięstwach na Team BDS oraz MAD Lions KOI zapewnili sobie awans do fazy szwajcarskiej Mistrzostw Świata. W finale sezonu 2024 zostali pokonani przez G2 Esports wynikiem 1-3.
Skład Fnatic:
- Óscar „Oscarinin” Muñoz Jiménez
- Iván „Razork” Díaz
- Marek „Humanoid” Brázda
- Oh „Noah” Hyeon-taek (오현택)
- Yoon „Jun” Se-jun
- Tomáš „NIghtshare” Kněžínek (trener)

#### Wyniki
| Data             | Miejsce  | Turniej                                                | Nagroda     |
| ---------------- | -------- | ------------------------------------------------------ | ----------- |
| czerwiec 2011    | złoto    | Mistrzostwa Świata Sezonu 1 (DreamHack Summer 2011)    | 50 000 $    |
| sierpień 2011    | brąz     | IEM Season VI – Global Challenge: Cologne              | 3 400 $     |
| październik 2011 | złoto    | IEM Season VI – Global Challenge: New York             | 12 000 $    |
| czerwiec 2012    | 3. – 4.  | DreamHack Summer 2012                                  | 7 500 $     |
| sierpień 2012    | 4.       | IEM Season VII – Global Challenge: Gamescom            | 15 000 $    |
| listopad 2012    | złoto    | DreamHack Winter 2012                                  | 125 000 SEK |
| grudzień 2012    | srebro   | IGN Pro League Season 5                                | 20 000 $    |
| grudzień 2012    | srebro   | IEM Season VII – Global Challenge: Cologne             | 8 500 $     |
| kwiecień 2013    | złoto    | LCS Season 3 EU Spring Playoffs                        | 50 000 $    |
| sierpień 2013    | złoto    | LCS Season 3 EU Summer Playoffs                        | 50 000 $    |
| październik 2013 | 3. – 4.  | Mistrzostwa Świata Sezonu 3                            | 150 000 $   |
| listopad 2013    | srebro   | IEM Season VIII – Global Challenge: Cologne            | 7 500 $     |
| marzec 2014      | srebro   | IEM Season VIII – Global Challenge: World Championship | 30 000 $    |
| kwiecień 2014    | złoto    | LCS Season 4 EU Spring Playoffs                        | 50 000 $    |
| kwiecień 2015    | złoto    | LCS EU Spring Playoffs 2015                            | 50 000 $    |
| maj 2015         | 3. – 4.  | Mid-Season Invitational 2015                           | 25 000 $    |
| sierpień 2015    | złoto    | LCS EU Summer Playoffs 2015                            | 50 000 $    |
| październik 2015 | 3. – 4.  | Mistrzostwa Świata 2015                                | 150 000 $   |
| marzec 2016      | srebro   | IEM Season X World Championship Katowice               | 20 000 $    |
| kwiecień 2016    | brąz     | EU LCS 2016 Spring Playoffs                            | 15 000 $    |
| sierpień 2016    | 5. – 6.  | EU LCS 2016 Summer Playoffs                            |             |
| wrzesień 2016    | brąz     | EU Regional Finals 2016                                |             |
| kwiecień 2017    | brąz     | EU LCS 2017 Spring Playoffs                            | $32,100     |
| lipiec 2017      | srebro   | Rift Rivals 2017 NA-EU                                 | $5,000      |
| wrzesień 2017    | brąz     | EU LCS 2017 Summer Playoffs                            | $35,400     |
| wrzesień 2017    | złoto    | EU Regional Finals 2017                                |             |
| październik 2017 | 5. – 8.  | Mistrzostwa Świata 2017                                | $197,879    |
| kwiecień 2018    | złoto    | EU LCS 2018 Spring Playoffs                            | €80,000     |
| maj 2018         | 3. – 4.  | 2018 Mid-Season Invitational                           | $133,626    |
| lipiec 2018      | złoto    | Rift Rivals 2018 NA-EU                                 | $20,000     |
| wrzesień 2018    | złoto    | EU LCS 2018 Summer Playoffs                            | €80,000     |
| listopad 2018    | srebro   | Mistrzostwa Świata 2018                                | $870,750    |
| kwiecień 2019    | brąz     | LEC 2019 Spring Playoffs                               | €30,000     |
| czerwiec 2019    | złoto    | Rift Rivals 2019 NA-EU                                 |             |
| wrzesień 2019    | srebro   | LEC 2019 Summer Plaoffs                                | €50,000     |
| październik 2019 | 5. – 8.  | Mistrzostwa Świata 2019                                | $89,000     |
| kwiecień 2020    | srebro   | LEC 2020 Spring Playoffs                               | €50,000     |
| wrzesień 2020    | srebro   | LEC 2020 Summer Playoffs                               | €50,000     |
| październik 2020 | 5. – 8.  | Mistrzostwa Świata 2020                                | $100,125    |
| kwiecień 2021    | 5.       | LEC 2021 Spring Playoffs                               | €12,500     |
| sierpnień 2021   | srebro   | LEC 2021 Summer Playoffs                               |             |
| październik 2021 | 14.- 16. | Mistrzostwa Świata 2021                                | $50,062.50  |
| kwiecień 2022    | brąz     | LEC 2022 Spring Playoffs                               | €30,000     |
| wrzesień 2022    | brąz     | LEC 2022 Summer Playoffs                               | €30,000     |
| październik 2022 | 9.- 10.  | Mistrzostwa Świata 2022                                | $55,625     |
| luty 2023        | 9.       | LEC 2023 Winter                                        |             |
| kwiecień 2023    | 8.       | LEC 2023 Spring                                        |             |
| lipiec 2023      | 3.       | LEC 2023 Summer Playoffs                               | €10,000     |
| wrzesień 2023    | 2.       | LEC 2023 Season Finals                                 | €40,000     |
| październik 2023 | 9. -11.  | Mistrzostwa Świata 2023                                | $72,312.50  |
| luty 2024        | 4.       | LEC 2024 Winter Playoffs                               | €5,000      |
| kwiecień 2024    | srebro   | LEC 2024 Spring Playoffs                               | €25,000     |
| maj 2024         | 7.-8.    | Mid-Season Invitational                                | $15,000     |
| lipiec 2024      | 5.-8.    | Esports World Cup 2024                                 | $50,000     |
| kwiecień 2024    | srebro   | LEC 2024 Summer Playoffs                               | €25,000     |
| kwiecień 2024    | srebro   | LEC 2024 Season Finals                                 | €40,000     |

### Tom Clancy’s Rainbow Six Siege

#### Zawodnicy
- Etienne „Mag” Rousseau
- Jason „Lusty” Chen
- Léo „Alphama” Robine
- Patrick „MentalistC” Fan
- Jayden „Dizzle” Saunders (trener)[112]

#### Wyniki
| Data             | Miejsce  | Turniej                                                       | Nagroda  |
| ---------------- | -------- | ------------------------------------------------------------- | -------- |
| kwiecień 2018    | złoto    | Pro League Season 7 – Asia Pacific                            | $0       |
| maj 2018         | 5. – 8.  | Pro League Season 7 – Finals                                  | $8,000   |
| sierpień 2018    | 9. – 12. | Six Major Paris 2018                                          | $7,500   |
| wrzesień 2018    | srebro   | Pro League Season 8 – Asia Pacific: Australia & New Zealand   | $0       |
| wrzesień 2018    | srebro   | Pro League Season 8 – Asia Pacific                            | $0       |
| październik 2018 | złoto    | Six Masters 2018                                              | $10,636  |
| listopad 2018    | 3. – 4.  | Pro League Season 8 – Finals                                  | $15,000  |
| luty 2019        | 5. – 8.  | Six Invitational 2019                                         | $80,000  |
| marzec 2019      | srebro   | Oceanic Cup 2019                                              | $4,957   |
| marzec 2019      | złoto    | Pro League Season 9 – Asia Pacific: Australia & New Zealand   | $0       |
| kwiecień 2019    | złoto    | Pro League Season 9 – Asia Pacific                            | $0       |
| maj 2019         | 3. – 4.  | Pro League Season 9 – Finals                                  | $30,000  |
| lipiec 2019      | 1. – 2.  | Six Masters 2019 – Group Stage                                | $0       |
| sierpień 2019    | 9. – 16. | Six Major Raleigh 2019                                        | $5,000   |
| wrzesień 2019    | złoto    | Six Masters 2019                                              | $13,473  |
| wrzesień 2019    | złoto    | Pro League Season 10 – Asia Pacific: Australia & New Zealand  | $0       |
| październik 2019 | 5. – 8.  | Pro League Season 10 – Asia Pacific                           | $6,000   |
| grudzień 2019    | złoto    | Six Invitational 2020 – Asia Pacific: Australia & New Zealand | $0       |
| styczeń 2020     | złoto    | Six Invitational 2020 – Asia Pacific Qualifier Finals         | $0       |
| luty 2020        | 5. – 6.  | Six Invitational 2020                                         | $150,000 |
| marzec 2020      | złoto    | Pro League Season 11 – Australia and New Zealand              | $20,000  |
| maj 2020         | 3. – 4.  | Gamers Without Borders 2020 – APAC                            | $0       |
| maj 2020         | 1. – 2.  | Rainbow Six Classics APAC                                     | $0       |
| lipiec 2020      | 7.       | APAC North 2020 – Stage 1                                     | $3,150   |
| październik 2020 | 8.       | APAC League 2020 – North division                             | $0       |
| październik 2020 | 8.       | APAC North 2020 – Stage 2                                     | $2,800   |
| kwiecień 2021    | 8.       | APAC North 2021 – Stage 1                                     | $4,500   |
| kwiecień 2021    | 5.       | APAC League 2021 Playoffs – Stage 1                           | $2,000   |
| lipiec 2021      | brąz     | APAC North 2021 – Stage 2                                     | $5,000   |
| lipiec 2021      | 4.       | APAC League 2021 Playoffs – Stage 2                           | $2,000   |
| październik 2021 | 5.       | APAC North 2021 – Stage 3                                     | $3,000   |
| grudzień 2021    | 5.       | APAC League 2021 – North division                             | $0       |

### Valorant

#### Zawodnicy
- Jake "Boaster” Howlett
- Emir "Alfajer" Ali Beder
- Kajetan "kaajak" Haremski
- Austin "crashies" Roberts
- Timofey "Chronicle" Khromov
- Milan "Milan" de Meij (trener)[114]

#### Wyniki
| Data          | Miejsce  | Turniej                                                   | Nagroda  |
| ------------- | -------- | --------------------------------------------------------- | -------- |
| luty 2021     | 1. – 8.  | VCT 2021: Europe Stage 1 Challengers 1 – Qualifier        | $0       |
| luty 2021     | 5. – 8.  | VCT 2021: Europe Stage 1 Challengers 1                    | $0       |
| luty 2021     | 1. – 4.  | VCT 2021: Europe Stage 1 Challengers 2 – Qualifier        | $0       |
| luty 2021     | 5. – 8.  | VCT 2021: Europe Stage 1 Challengers 2                    | $0       |
| marzec 2021   | 5. – 8.  | VCT 2021: Europe Stage 1 Challengers 3                    | $0       |
| kwiecień 2021 | 9. – 16. | VCT 2021: Europe Stage 2 Challengers 1 – Qualifier        | $0       |
| kwiecień 2021 | 5. – 8.  | VCT 2021: Europe Stage 2 Challengers 2 – Qualifier        | $0       |
| kwiecień 2021 | złoto    | VCT 2021: Europe Stage 2 Challengers 2                    | $17,957  |
| maj 2021      | srebro   | VCT 2021: EMEA Stage 2 Challengers Finals                 | $18,040  |
| maj 2021      | srebro   | VCT 2021: Stage 2 Masters – Reykjavík                     | $100,000 |
| lipiec 2021   | 5. – 8.  | VCT 2021: Europe Stage 3 Challengers 1 – Closed Qualifier | $0       |
| lipiec 2021   | 5. – 6.  | VCT 2021: Europe Stage 3 Challengers 1                    | $0       |
| lipiec 2021   | brąz     | VCT 2021: Europe Stage 3 Challengers 2                    | $7,094   |
| sierpień 2021 | 1. – 8.  | LVP – Rising Series #3 European Qualifier                 | $0       |
| wrzesień 2021 | 3. – 4.  | LVP – Rising Series #3                                    | $591     |
| listopad 2021 | 5. – 8.  | Red Bull Home Ground #2                                   | $2,861   |
| grudzień 2021 | 5. – 8.  | VALORANT Champions 2021                                   | $40,000  |

### Fortnite

#### Zawodnicy
- Chris „crr” Williams[116]

#### Wyniki
| Data             | Miejsce | Turniej                                                           | Nagroda | Gracz/-e |
| ---------------- | ------- | ----------------------------------------------------------------- | ------- | -------- |
| styczeń 2020     | srebro  | Platform Solo Cash Cup – PC: Chapter 2 Season 1 – Week 10: Europe | $1,200  | Verox    |
| styczeń 2020     | 33.     | Platform Solo Cash Cup – PC: Chapter 2 Season 1 – Week 11: Europe | $200    | Verox    |
| sierpień 2020    | 53.     | DreamHack Open – August 2020: Europe                              | $400    | crr      |
| wrzesień 2020    | 23.     | C2S4: Champion’s Cash Cup – Week 1: Europe                        | $200    | crr      |
| październik 2020 | złoto   | C2S4: Champion’s Cash Cup – Week 3: Europe                        | $4,000  | crr      |
| październik 2020 | 4.      | C2S4: FNCS – Week 3: Europe                                       | $2,000  | crr      |
| październik 2020 | 16.     | C2S4: Champion’s Cash Cup – Week 4: Europe                        | $200    | crr      |
| październik 2020 | srebro  | C2S4: FNCS – Heat 2: Europe                                       | $10,500 | crr      |
| listopad 2020    | 6.      | C2S4: FNCS – Grand Finals: Europe                                 | $12,000 | crr      |
| listopad 2020    | 35.     | DreamHack Open – November 2020: Europe                            | $400    | crr      |
| grudzień 2020    | 14.     | DreamHack Open – December 2020: Europe                            | $1,300  | crr      |
| marzec 2021      | 5.      | C2S5: FNCS – Heat 3: Europe                                       | $0      | crr      |
| marzec 2021      | 24.     | C2S5: FNCS – Grand Finals: Europe                                 | $2,000  | crr      |
| kwiecień 2021    | 30.     | Grefg’s 7.000.000 Cup                                             | $0      | crr      |
| maj 2021         | 12.     | C2S6: FNCS – Qualifier 2: Europe                                  | $0      | crr      |
| czerwiec 2021    | 7. – 8. | C2S6: FNCS – All-Star Showdown: Blueprint Battle – Europe         | $1,250  | crr      |

## Zamknięte sekcje

### Apex Legends
- Nikola „N1KOLA” Svensson
- Matthew „Dids” Didehvar
- Joshua „DcTzr” Jones
- Bryan „iShiny” McCarthy
- Christopher Lee „Muffinzz” McCarthy
- Jeremy „Cornpops” Sherin

### Clash Royale
- Alberi „Asuchini” dos Santos Suchini
- Miquel „Mikel04” Alsina Feliu
- Francisco „Javi14” Javier Rodríguez
- Yassine „Fei” El Morabet
- Yeray „Yeray” Rodriguez

### Fortnite
- Giorgio „POW3R” Calandrelli
- Erikas „ErycTriceps” Vaitkevicius
- Derman „Motor” Özdemir
- Theo „Pr0vokd” Guillemenot
- Christoffer „Jarl” Jensen
- Jake „smeef” Smith

### Heroes of the Storm
- Bertil „Frezzar” Fall
- Axel „Twixsen” Milveden
- Jökull „Kaldi” Jóhannsson[120]

### Overwatch
- Casey „buds” Mcllwaine
- Matthew „coolmatt69” Iorio
- Warsi Faraaz „Stoop” Waris
- Scott „Custa” Kennedy
- Oliver „Vonethil” Lager
- Hafþór „Hafficool” Hákonarsonis[121]

### Smite
- João „maniaKK” Ferreira
- Marcus „Realzx” Vining
- Joakim „Zyrhoes” Verngren[122]

### Battlefield 4
- DreamHack Winter 2013 – 1. miejsce[123]
- ESL One Battlefield 4 Spring Season Champion – 1. miejsce[124]
- ESL One Battlefield 4 Summer 2015 – 1. miejsce[125]

### Call of Duty 4: Modern Warfare
- the eXperience 2009 – 1. miejsce[126]

### Unreal Tournament
- Laurens „Lauke” Pluymaekers
  - WCG 2004 – 1. miejsce[127]

### Painkiller
- Sander „Vo0” Kaasjager
  - Electronic Sports World Cup 2004: 1. miejsce
  - CPL Summer 2004: 1. miejsce[128]
  - CPL Winter 2004: 1. miejsce
  - CPL World Tour Finals 2005: 2. miejsce[129]
- Alexander „Ztrider” Ingarv
  - CPL World Tour Finals 2005: 6. miejsce
- Andrew „gellehsak” Ryder
  - CPL World Tour Finals 2005: Top 12

### Rules of Survival
- Chitson „TheDaaa” Kaewsawat
- Arin „Arin” Yuthabunlua
- Promsin „VOORIXX” Euisakun
- Kunaphu „JanFluk” Phachin
- Tirawat „CT” Doongarm

### Street Fighter
- Christ „Akainu” Onema
- Shakil „Shakz” Ghazi